# Đại Thắng, Vụ Bản
Đại Thắng là một xã thuộc huyện Vụ Bản, tỉnh Nam Định, Việt Nam.

## Địa lý - Hành chính
Địa giới hành chính xã phía Đông là sông Đào Nam Định; phía Bắc giáp xã Thành Lợi; phía Tây giáp các xã Liên Minh, Vĩnh Hào; phía Nam giáp xã Yên Phúc (huyện Ý Yên).
Xã có diện tích 14,04 km², dân số năm 1999 là 9.801 người, mật độ dân số đạt 698 người/km².
Xã bao gồm các xóm, làng:
- Thôn Đình Hương
- Thôn Nguyệt Mại (bao gồm xóm Đoàn Kết và xóm Hồng Tiến)
- Làng Giềng (Xóm Đông Linh và xóm Thượng Linh)
- Thôn Thiện Đăng (Thiện An)
- Làng Lạc Thiện (Nhì Giáp)
- Làng Đống Xuyên
- Làng Thi Liệu (Thôn Đồng Tâm: xóm Thái Hưng, Thanh Ý, Đồng Hòa)
- Làng Mới
- Làng Bái (Thôn Điện Biên)
- Làng Đế (Cố Bản: Gồm xóm Phong Vinh, Thống Nhất, Đồng Lân, Bốn Bề)